# Betanidin
A betanidin (INN: betanidine) vérnyomáscsökkentő gyógyszer. Mellékhatásai ellenére jól használható komoly magas vérnyomás ellen.
Periferiálisan ható antiadrenerg szer. Gátolja a noradrenalin-kibocsátást a szimpatikus idegvégződésekben. A pontos hatásmód nem ismert.
Jól felszívódik a bélben, és gyorsan kiválasztódik. Hatása szájon át szedve 2 óra múlva kezdődik, és a szedés körülményeitől függően 8–12 óra múlva múlik el, ami napi kétszeri szedést tesz szükségessé. A rövid felezési idő viszont előnyös, ha a magas vérnyomás csak bizonyos napszakokban (gyakran pl. reggel) jelentkezik. Intravénásan a felezési ideje 2½ óra.
Mellékhatásai: felálláskor vagy mozgás közben jelentkező vérnyomásleesés, orrdugulás, ejakuláció-képtelenség. Ezek a mellékhatások azonban nem kerülhetők el ilyen típusú szereknél.
A többi guanidin-származékkal ellentétben nem okoz hasmenést, és toxikus hatás sem ismert.

## Készítmények[1]
Magyarországon nincs forgalomban betanidin-tartalmú készítmény.
- Batel
- Benzoxine
- Betaling
- Bethanid
- Eusmanid
- Hypersin

Szulfát formájában:
- Bendogen
- Esbatal
- Tenathan